# Le Bouveret
Le Bouveret é uma localidade da comuna suíça de Port-Valais no Cantão de Valais. O nome da comuna, Port-Valais, explica-se por ser o único porto que o Cantão de Valais possui no Lago Lemano. Situado na entrada do Rio Ródano no lago, Le Bouvere está próximo da fronteira francesa com Évian-les-Bains a 25 km e a  15 km de Montreux no Cantão de Vaud. 

## Turismo
Orientada para o turismo, a localidade tem como atrações principais um aquaparque com um escorrega aquático (taboggan) de 75m e acesso ao lago , e um enorme   de 1 700 m num parque de 17 000 m2
Visita virtual do Swiss Vapeur Parc

## Vela
O nome Bouvert está intimamente ligado com o Bol d'Or no Lago Lemano , pois que o percurso começa junto à Sociedade Náutica de Genebra para dar a volta à boia no Bouveret e regressar a Genebra, num mínimo de 123 km (66,5 milhas náuticas).